# وطني الحبيب
وطني الحبيب هي أغنية وطنية سعودية من كلمات مصطفى بليلة وغناء طلال مداح، وغنيت عام 1961م (1381هـ).

## المؤلف
الدكتور مصطفى بليله كاتب الأغنية هو أستاذ جامعي في كلية العمارة والتخطيط في جامعة الملك سعود كما حصل على درجة البكالوريوس من إيطاليا.
كان يعمل في الإذاعة الإيطالية أثناء فترة دراسته. يملك الدكتور مكتب للاستشارات الهندسية، وقدم العديد من الأعمال من أبرزها مشروع تخطيط مكة المكرمة، وبوابة مطار الملك خالد الدولي بالرياض.
لهذه القصيدة قصة طريفه مع عبد الرزاق محمد صالح بليلة مؤسس مكتبة الثقافة في مكة المكرمة، حيث كان الأديب والصحفي عبد الرزاق بليله مشهوراً ومعروفاً في الأوساط الإعلامية؛ وبحكم الشهرة، اختلط على التلفزيون السعودي الأمر، فكتبوا القصيدة باسمه في التتر الخاص بالأغنية بدلاً من المؤلف الحقيقي مصطفى بليله، إلا أنه كان دوما ما يعلن ويؤكد أنه لم يكتبها، وأنها من كلمات مصطفى، وكان دوماً يؤكد الملكية الفكرية لها احتراماً لحقوق المؤلف.